# تسگلدبرتسل
تسگلدبرتسل (به مجاری:  Ceglédbercel) یک شهرداری در مجارستان است که در ناحیه مونور واقع شده‌است. تسگلدبرتسل ۲٫۸۱۵ کیلومتر مربع مساحت و ۴٬۴۴۰ نفر جمعیت دارد.